# Garfield 2
Garfield 2 (Garfield: A Tail of Two Kitties) è un film del 2006 diretto da Tim Hill e prodotto da John Davis.
Il film è il sequel di Garfield - Il film (2004), tratto dall'omonimo fumetto di Jim Davis.

## Trama
Negli Stati Uniti, Jon vive con il suo gatto Garfield e il suo cane Odie, e sta preparando una cena per la sua fidanzata Liz, durante la quale vorrebbe chiederle di sposarlo; quella sera però, la ragazza gli confessa che l'indomani andrà a Londra per visitare il castello Carlyle. Liz parte e l'uomo la segue per farle una sorpresa. A quel punto, Garfield e Odie entrano nella sua macchina in modo furtivo e si nascondono nelle valigie.
Intanto, al castello Carlyle in Inghilterra, abita un altro gatto, di nome Principe XII, completamente uguale a Garfield nell'aspetto: egli vive una vita di lusso nel castello dove è anche il re fino alla morte della sua padrona, Lady Eleanor, e grazie al testamento di lei, il gatto è ormai diventato il nuovo proprietario del palazzo. Ma Lord Manfred Dargis, l'unico erede umano e nipote di Eleanor, prende male la cosa e così butta Principe XII nel Tamigi in un cestino da picnic per sbarazzarsi di lui, il gatto finisce nelle fogne e riemerge dal tombino in una strada londinese. Jon arriva a Londra e incontra Liz, con la quale tenta invano di farle la proposta di matrimonio. Ben presto, Garfield viene notato da Smithee, il maggiordomo del castello che, scambiandolo per Principe XII, lo prende e lo porta con sé; Odie incontra invece il principe, e quando Jon li vede, egli lo scambia per il suo vero gatto. Garfield nel frattempo viene portato al castello, ma gli altri animali, pur scoprendo ben presto che il gatto non è Principe XII, decidono comunque di sfruttare l'identicità nell'aspetto e trattano Garfield come un vero re. Notato quest'ultimo, Dargis decide ancora una volta di eliminarlo poco prima che i delegati vengano per assegnare la proprietà.
Il giorno seguente, Liz va al castello come turista, seguita poi da Jon che ha scoperto leggendo un giornale che i due gatti sono stati scambiati. Nel frattempo, Garfield ascolta una conversazione tra Winston il bulldog e Preston il pappagallo del castello, e si rende conto di essere stato usato. Con l'intento di far sparire il gatto, Dargis lo cattura e lo rinchiude nelle segrete, ma per fortuna viene liberato da Winston e dal topo Claudius. Mentre si appresta a tornare a Londra, Garfield si ritrova subito faccia a faccia con Principe XII con cui scopre la verità. Quest'ultimo viene notato dagli altri animali e Garfield decide di rimanere con loro per aiutarli ad affrontare Dargis, che sta convincendo i delegati ad affidargli la proprietà. In quel momento arrivano Garfield, Principe XII, Jon e Odie, seguiti poi da Liz: i due gatti deridono Dargis e lo costringono a confessare i suoi crimini, finendo volontariamente per farsi notare da tutti i presenti. Umiliato e disperato, l'uomo prende Liz come ostaggio minacciando di ucciderla con un moschetto e cerca di far firmare una volta per tutte i documenti ai delegati; Dargis viene però attaccato dal furetto Nigel, messo fuori gioco da Jon, e arrestato dalla polizia mandata da Smithee. Alla fine, in segno di generosità, e anche per scusarsi per tutte le volte in cui ha impedito al suo padrone di fare la proposta di matrimonio a Liz, Garfield consegna l'anello di fidanzamento a Jon, che chiede finalmente alla fidanzata di sposarlo e lei accetta con gioia.
Alla fine Garfield e Odie con gli animali del castello festeggiano nella piscina reale.

## Riconoscimenti
- 2007 – Razzie Awards
  - Candidatura per Peggior prequel, remake, rip-off o sequel
  - Candidatura per Peggior pretesto per un film per famiglie

## Accoglienza

### Incassi
Complessivamente la pellicola ha incassato 28.426.747 dollari negli Stati Uniti e 113.275.517 dollari nel resto del mondo, per un totale di 141.702.264 dollari.

### Critica
Come il precedente film, anche questo è stato stroncato dalla critica, e ha ricevuto minori consensi da parte del pubblico statunitense.